# Hippolyte Boissel de Monville
Baron Hippolyte Boissel de Monville, auch Hippolite Boisel de Monville (* 1794; † 1863) war ein französischer Fabrikbesitzer und Pflanzensammler. Sein offizielles botanisches Autorenkürzel lautet „Monv.“.

## Leben und Wirken
Sein Vater Baron Thomas Charles Gaston Boissel de Monville (1763–1832), war Pair von Frankreich, Mitglied der Légion d’Honneur und von 1808 bis 1831 Bürgermeister von Montville. Seine Mutter hieß Anne Simone geb. Sautereau du Part (ca. 1765–1835). Von 1831 bis 1847 beerbte ihn sein Sohn Hippolyte als Bürgermeister. Vater und Sohn entwickelten die landwirtschaftlich geprägte Region hin zu einer industriellen.
Im Jahr 1823 heiratete er Louise Lannes de Montebello (1805–1889), Tochter von Jean Lannes (1769–1809).
Hippolyte Boissel de Monville besaß eine umfangreiche Sammlung exotischer Pflanzen in Montville in der Nähe von Rouen. Besonders beschäftigte er sich mit Kakteen. In der Erstausgabe der in Paris von Charles Lemaire herausgegebenen Zeitschrift L’Horticulteur universel (1839) wurden acht Erstbeschreibungen neuer Kakteenarten von ihm publiziert, darunter Opuntia miquelii, Cereus ianthothele, Echinocactus concinnus, Cactus villosus und Cereus spachianus. Die darin beschriebenen Arten Cereus panoploeatus und Cereus heteromorphus sind zurückgewiesene Namen.
Seine Pflanzensammlung wurde 1846 auf einer Auktion verkauft. Möglicherweise war dieser Verkauf eine Folge des schweren Sturms der am 19. August 1845 in Montville 170 Menschen verletzte und 70 tötete.

## Ehrungen
Nathaniel Lord Britton und Joseph Nelson Rose benannten ihm zu Ehren die Gattung Monvillea Britton & Rose der Pflanzenfamilie der Kakteengewächse (Cactaceae).

## Schriften
- Notice sur les serres et les cultures de M. de Monville. In: L’Horticulteur universel, journal général des jardiniers et amateurs, présentant l’analyse raisonnée des travaux horticoles français et étrangers. Band 1, 1839, S. 179–183 (Digitalisat).
- Mélanges. Cactées nouvelles. In: L’Horticulteur universel, journal général des jardiniers et amateurs, présentant l’analyse raisonnée des travaux horticoles français et étrangers. Band 1, 1839, S. 217–224 (Digitalisat).
- Descriptions des fleurs de quelques espèces de Mammillaires. In: L’Horticulteur universel, journal général des jardiniers et amateurs, présentant l’analyse raisonnée des travaux horticoles français et étrangers. Band 2, 1841, S. 202–205 (Digitalisat).
- Catalogue des plantes exotiques composant la collection de Monville: dont la vente aura lieu, aux enchères publiques, à Monville-les-Rouen, le Mercredi 15 Juillet 1846. NA, Rouen 1846.

## Nachweise